# パークウエストン
パークウエストン（英語: PARK WESTON）は、徳島県徳島市南前川町にある結婚式場である。運営会社はホテルグランドパレス。光の八十八ヶ所めぐり選定。

## 概要
2008年（平成20年）11月11日に旧徳島厚生年金会館（ウェルシティ徳島）の跡地に「パークウエストン ホテル&ウエディング」として運営を開始。
2010年（平成22年）には財団法人とくしま産業振興機構の光の八十八ヶ所めぐりに選定される。

## 施設
- パーティー会場
  - ボールルーム、ガーデンルーム、アニエスルーム
- 結婚式場
  - 屋内チャペル、ガーデンチャペル
  - ブライダルルーム
- 「ザ・グリル」「パークラウンジ」

## 交通
- JR徳島駅より車で約3分、徒歩約8分。
- 徳島市営バス・徳島バス「吉野本町二丁目」または「市立体育館前」バス停より徒歩約2分。
- 徳島自動車道 徳島インターチェンジより車で約10分。